# العدن (الشعر)

تعديل مصدري - تعديل

العدن هي إحدى قرى عزلة مقنع بمديرية الشعر التابعة لمحافظة إب، بلغ تعداد سكانها 82 نسمة حسب تعداد اليمن لعام 2004.